# Autoroute 520
Pour les articles homonymes, voir A520.
L'autoroute 520 (A-520), aussi connue sous le nom d'Autoroute de la Côte-de-Liesse, est une autoroute urbaine québécoise desservant la région métropolitaine de Montréal. Il s'agit d'une courte autoroute traversant la ville de Dorval, les arrondissements montréalais de Lachine et de Saint-Laurent, puis se terminant à Mont-Royal. Elle traverse un secteur industriel de Montréal et permet d'accéder à l'Aéroport Montréal-Trudeau. Elle relie l'A-20 (Autoroute du Souvenir) et l'A-40 (Autoroute Métropolitaine) de façon indirecte avec des échangeurs non-étagés (rond-point).

## Description
L'autoroute a été construite en 1966. À l'origine, elle portait le numéro de route 2B selon l'ancien système de numérotation des routes au Québec. Notamment, elle sert de limite municipale entre la Cité de Dorval et l'arrondissement Lachine (de la 55e avenue à l'A-13) ainsi qu'entre l'arrondissement Saint-Laurent et Ville Mont-Royal (du chemin Dalton à son extrémité est avec l'A-40). Son extrémité est d'ailleurs situé sur la limite entre ces deux entités municipales.

## Historique
L'A-520 est critiquée dès les années 1980 pour son état général médiocre et le manque d'entretien accordé par le Ministère des Transports,. L'autoroute est intégralement refaite à l'été 1988. D'autres importants travaux ont également lieu au début des années 2010 lors de la réfection de l'échangeur Dorval et de la reconstruction de l'autoroute au-dessus du Chemin de la Côte-de-Liesse.

## Liste des sorties
| MRC               | Municipalité           | km        | Sortie | Destinations                                                                                | Notes                                           |
| ----------------- | ---------------------- | --------- | ------ | ------------------------------------------------------------------------------------------- | ----------------------------------------------- |
| Montréal          | Dorval                 | 0,00      | —      | A-20 (Autoroute du Souvenir) / Avenue Dorval – Montréal (Centre-ville), Toronto             | Carrefour giratoire; sortie 56 de l'A-20        |
| Montréal          | Dorval                 | 0,80      | 1O     | Aéroport P.E. Trudeau                                                                       | Pas de numéro de sortie en direction est        |
| Montréal          | Dorval                 | 1,60      | 1E     | Avenue Cardinal                                                                             |                                                 |
| Montréal          | Dorval                 | 1,40      | 2      | 43e Avenue / 55e Avenue                                                                     | 43e Avenue indiqué en direction ouest seulement |
| Montréal          | Limite Dorval–Montréal | 2,20      | 3      | 43e Avenue / 32e Avenue                                                                     | Direction est seulement                         |
| Montréal          | Limite Dorval–Montréal | 3,50–5,30 | 4      | A-13 nord / Montée de Liesse – Lachine, Laval, Aéroport Mirabel                             | Sortie 3 de l'A-13                              |
| Montréal          | Montréal               | 5,50      | 5      | Rue Hickmore                                                                                |                                                 |
| Montréal          | Montréal               | 5,80      | 6      | Boulevard Cavendish                                                                         | Pas de numéro de sortie en direction ouest      |
| Montréal          | Montréal               | 6,60      | 7      | Chemin Darnley                                                                              | Direction est seulement                         |
| Montréal          | Montréal               |           | —      | A-40 vers A-15 / R-117 (Boulevard Marcel-Laurin) – Québec, Ottawa, Gatineau, Pont Champlain | Sortie 65 de l'A-40                             |
| - Accès incomplet |                        |           |        |                                                                                             |                                                 |